# 菊沢将憲
菊沢 将憲（きくざわ まさのり、1974年 8月14日 - ）は、日本の俳優、映画監督。福岡県出身。1995年に「空間再生事業 劇団GIGA」に入団し、2000年より主宰となる。監督作品『おーい、大石』が2016年PFF（ぴあフィルムフェスティバル）に入選。現在はフリーで活動中。

## 出演

### 映画
- 815（2003年）[1]
- 暁の石（清原惟・飛田みちる共同監督、2014年）
- ひとつのバガテル（清原惟監督、2015年）
- おーい、大石（菊沢将憲監督、2016年）清原惟監督も出演
- わたしたちの家（清原惟監督、2017年）
- 大仏廻国 The Great Buddha Arrival（横川寛人監督、2018年）[2]
- グッドバイ（今野裕一郎監督、2019年）[3]
- ネズラ1964（横川寛人監督、2020年）[4]
- これが星の歩きかた（清原惟監督、2020年）
- 怪猫狂騒曲（横川寛人監督、2022年）[5]
- HOSHI 35/ホシクズ（横川寛人監督、2023年）[6]

### 舞台
- 悪魔を呼び出す遍歴 学生（2005年）
- ¿ Qué haré yo con esta espada ?（2016年）
- 正三角関係（2024年）[7]